# Cornel Moraru
Cornel Moraru (n. 24 octombrie, 1943, Pietrari, Vâlcea) este un critic literar român contemporan. 

## Studii
A urmat studiile liceale la Râmnicu-Vâlcea (Liceul “Nicolae Bălcescu”, azi “Alexandru Lahovary), iar studiile universitare la București: Facultatea de Limba și Literatura Română (1961 – 1966) și Facultatea de Filosofie, secția fără frecvență, (1967 – 1974).
În anul 1999, și-a susținut teza de doctorat, Lucian Blaga, Convergențe între poet și filosof, în cadrul Universității “Babeș-Bolyai” din Cluj-Napoca (conducător științific Prof. univ. dr. Ion Pop).

## Cariera profesională
Profesor secundar de limba și literatura română la Liceul “Radu Negru” din Făgăraș (1966 – 1979)
Lector și apoi conf. dr. la Universitatea “Transilvania” – Brașov (1993-2001); 
Conferențiar dr. la Universitatea "Petru Maior" - Tg.-Mureș (din 2001) și prof. univ. dr. la Universitatea “Petru Maior” (din 2004);

## Activitate publicistică
Debutul publicistic a  avut loc în paginile revistei Vatra, în anul 1972, cu un eseu. A deținut, în continuare, rubrici în revistele Vatra, Flacăra, Astra, Viața Românească, iar mai recent în Discobolul (“Zări și etape”, unde a publicat studii despre opera lui Lucian Blaga sau a comentat cărți dedicate lui Blaga). Publică în Vatra (din 1972 până în prezent), Viața românească (1973 – 1978), Flacăra (1974 – 1976), Discobolul (1997 – 2000) și, sporadic, în Familia, Astra, Caiete critice, Contemporanul, Tribuna, Steaua, Observator cultural, Târnava, Paradigma, Cultura etc. Este redactor la revista Vatra din Târgu-Mureș (1979 - );

## Cărți publicate
- Semnele realului. Secționări critice convergente, Ed. Eminescu, București, 1982

- Textul și realitatea, Ed. Eminescu, București, 1984;

- Obsesia credibilității – prozatori, critici și eseiști contemporani, Ed. Didactică și Pedagogică, colec. “Akademos”, București, 1996;

- Constantin Noica – monografie, Ed. “Aula”, Brașov, 2000;

- Titu Maiorescu  - monografie, Ed. “Aula”, Brașov, 2003.

- Lucian Blaga – monografie, Ed. “Aula”, Brașov, 2004.

- Lucian Blaga. Convergențe între poet și filosof, Editura Ardealul, Tg. Mureș, 2005

## Volume colective
1. Dicționarul Scriitorilor Români (coordonatori: Mircea Zaciu, Marian Papahagi, Aurel Sasu), vol. I – IV, Ed. Fundației Culturale Române și Ed. Albatros, București, 1995 – 2002:
38 de scriitori, cu date biografice, comentariu critic și bibliografie – până în anul 1989 (Gheorghe Achiței, Radu Albala, Alexandru Andriescu, Anton Balotă, Constantin Barcaroiu, N. Batzaria, Nicolae Breban, Nicolae Cantonieru, Anton Cosma, Ion Creangă, Vasile Dan, Leon Donici, Serafim Duicu, Ov. Ghidirnic, Alexandru Marcu, Dumitru Micu, Mărgărita Miller-Verghy, Marin Mincu, Simion Mioc, Alexandru Mirodan, Modest Morariu, Mircea Nedelciu, Constantin Noica, Marcel Olinescu, Alexandru Piru, Ștefania Plopeanu, Titu Popescu, Eugen Relgis, Mihai Sin, Zaharia Stancu, Șerban Stati, Tudor Șoimaru, Tudor Octavian, Laurențiu Ulici, Cornel Ungureanu, I. Valjean, Alexandru Vlad, Tudor Vlad).
2. Dicționarul Esențial al Literaturii Române (coordonatori: Mircea Zaciu, Marian Papahagi, Aurel Sasu), Ed. Albatros, București, 2000:
17 scriitori, cu date biografice, comentariu critic și bibliografie – până în anul 1995 (Gabriela Adameșteanu, Ștefan Agopian, Radu Albala, Ștefan Bănulescu, Nicolae Breban, Petru Creția, Ion Creangă, Ion Lăncrănjan, Dumitru Micu, Marin Mincu, Mircea Nedelciu, Alexandru Piru, Mihai Sin, Zaharia Stancu, Mihai Șora, Cornel Ungureanu, Nicolae Velea).
3. Der Intellektuelle – Held der Gegenwartsprosa, în Roman im Gespräch, Mitteldeutscher Verlag, Halle – Leipzig, 1980.
4. Orizontul lecturii, în Portret de grup cu Ioana Em. Petrescu, Ed. Dacia, Cluj, 1991.
5. Repere ale spiritului critic, în Întoarcerea învinsului – întâlniri cu Mircea Zaciu, Ed. Limes, Cluj, 2001.
6.Teroare și sfințenie, în N. Steinhardt. Printre alții, în postumitate, Ed. Helvetica, Baia Mare, 2002.
7. Limba și literatura română pentru bacalaureat și admitere vol. I; Autori canonici (coordonator Nicolae Manolescu), Editura Paralela 45, 2005, ISBN 973-697-467-7: Mihai Eminescu pp. 25-38, Ion Creangă pp. 89-95, „Amintiri din copilărie” pp. 98-103, Lucian Blaga pp. 191-201, „Meșterul Manole pp. 221-226, „Ultima noapte de dragoste întâia  noapte de război” pp. 311-316.

## Contribuții la lucrări didactice colective
- Gheorghe Crăciun (coordonator), Istoria didactică a literaturii române, Editura “Magister”, Brașov, 1997 [21 de texte: comentarii, analize, capitole de sinteză];

- Nicolae Oprea, Caius Dobrescu, Gabriela Dinu (coordonatori), Istoria literaturii române din perspectivă didactică, Proza. vol. I, Editura “Paralela 45”, colec. “Compact”, 2000 [8 texte: comentarii]

- Alexandru Țion, Steluța Pestrea Suciu, Istoria literaturii române din perspectivă didactică, Dramaturgia, Editura “Paralela 45”, 2002 [un comentariu: Meșterul Manole, de Lucian Blaga]

- Gheorghe Crăciun (coordonator), Istoria literaturii române pentru elevi și profesori, Editura “Cartier”, Chișinău, Republica Moldova, 2004 [28 de texte: comentarii, analize, capitole de sinteză – altele sau aceleași, însă revizuite și adăugite față de ediția apărută la Brașov, în anul 1997]

- Nicolae Manolescu (coordonator), Limba și literatura română pentru bacalaureat și admitere vol. I; Autori canonici, Editura Paralela 45, 2005, ISBN 973-697-467-7: Mihai Eminescu pp. 25-38, Ion Creangă pp. 89-95, „Amintiri din copilărie” pp. 98-103, Lucian Blaga pp. 191-201, „Meșterul Manole pp. 221-226, „Ultima noapte de dragoste prima noapte de război” pp. 311-316

## Asocieri
Este membru al Uniunii Scriitorilor din România

## Premii și distincții
- Premiul pentru eseu al revistei Arca (1995);
- Textul și realitatea, volum premiat de Asociația Scriitorilor din Târgu-Mureș, 1984
- Premiul “Cartea anului” pentru critică, la Salonul Național de carte de la Cluj-Napoca și Premiul Filialei Mureș a Uniunii Scriitorilor din România pentru Obsesia Credibilității, 1996
- Pentru Constantin Noica (2000), Premiul Filialei Mureș a Uniunii Scriitorilor
- Premiul pentru critică literară al revistei. Discobolul (2000):
- Premiul “Mihai Eminescu” pentru critică literară, 15 ian 1992;
- Cetățean de onoare al municipiului Târgu-Mureș (2002).

### Decorații
- Ordinul național „Pentru Merit” în grad de Ofițer (1 decembrie 2000) „pentru realizări artistice remarcabile și pentru promovarea culturii, de Ziua Națională a României”[1]